# 坂口村
坂口村（さかぐちむら）は福井県南条郡にあった村。現在の越前市の南西端にあたる。

## 地理
- 山岳 ： 矢良巣岳、金華山

## 歴史
- 1889年（明治22年）4月1日 - 町村制の施行により、南条郡中津原村、下中津原村、下別所村、湯谷村、丹生郡勾当原村及び中山村の区域をもって、南条郡坂口村が発足する。
- 1951年（昭和26年）3月30日 - 武生市に編入する。